# Defosforilacija
Defosforilacija je esencijalni proces uklanjanja fosfatnih grupa sa organskih jedinjenja (npr. adenozin trifosfata (ATP)) putem hidrolize. Suprotan proces je fosforilacija. Defosforilacija se odvija pri kretanju mišića i u mnogim drugim reakcijama u telu, kao i u reakcijama u biljkama.
ATP se hidrolizuje do adenozin difosfata (ADP) uz oslobađanje energije, fosfatne grupe, pri aktivnom transportu molekula saharoze u floem biljki.